# Ashley Crow
Ashley Crow est une actrice américaine, née le 25 août 1960 à Birmingham, Alabama (États-Unis).

## Filmographie

### Cinéma
- 1993 : Le Bon Fils (The God Son) : Janice
- 1994 : Little Big League d'Andrew Scheinman : Jenny Haywood
- 1999 : The Cracker Man : Gloria Turner
- 2002 : Minority Report : Sarah Marks
- 2004 : Catalina View (Court-métrage) : Susan
- 2011 : The Remains : Claire
- 2013 : Little Paradise : Tante Laura

### Télévision
- 1986-1987 : As the World Turns (série télévisée) : Beatrice McColl
- 1987 : Equalizer (série télévisée) : Samantha Chesborough
- 1988 : Probe (série télévisée) : Michelle Castle
- 1990 : Kojak: None So Blind (téléfilm) : Debbie Hogarth
- 1990 : Blue Bayou (téléfilm) : Morgan Fontenot
- 1991 : Final Verdict (téléfilm) : Belle Rogers
- 1991 : A Woman Named Jackie (Feuilleton TV) : Lee Bouvier Radziwill
- 1991 : New York, police judiciaire (Law & Order) (série télévisée) : Mme Jenna Kealey
- 1992 : Middle Ages (série télévisée) : Cindy
- 1993 : Final Appeal (téléfilm) : Dolores Brody
- 1994 : Un dimanche sur deux (Because Mommy Works) (téléfilm) : Claire Forman
- 1996 : Never Give Up: The Jimmy V Story (téléfilm) : Pam
- 1996 : Dark Angel (téléfilm) : Anna St. Cyr
- 1996 : Les Anges du bonheur (Touched by a Angel) (série télévisée) : Jocelyn
- 1996 : Demain à la une (Early Edition) (série télévisée) : Nikki Porter
- 1996 : Champs (série télévisée) : Linda MacManus
- 1999 : Cracker (série télévisée) : Linda Benson
- 1999 : Turks (série télévisée) : Ginny
- 1999 : La Loi du cœur (Silk Hope) (téléfilm) : Natalie
- 1999 : Tout le monde aime Raymond (Everybody Loves Raymond) (série télévisée) : Jennifer Whelan
- 2000 : Le choix du retour (Going Home) (téléfilm) : Meg
- 2000 : La Vie à cinq (Party of Five) (série télévisée) : Beth Colt
- 2001 : Dark Angel (série télévisée) : Trudy
- 2002 : La Vie avant tout (Strong Medicine) (série télévisée) : Christine Hedley
- 2003 : Dragnet (série télévisée) : Alice Kerian
- 2004 : Nip/Tuck (série télévisée) : Un juge
- 2004 : Mes plus belles années (American Dreams) (série télévisée) : Sœur Mary Agnes
- 2006-2010 : Heroes (série télévisée) : Sandra Benett
- 2009 : Mentalist (série télévisée) : Chef Elaine Brody
- 2010 : U.S. Marshals (série télévisée) : Janine
- 2010 : Grey's Anatomy (série télévisée) : Linda Colter
- 2011-2012 : The Secret Circle (série télévisée) : Jane Blake
- 2013-2014 : Supernatural (série télévisée) : Mama